# 奧托-邁格勒湖

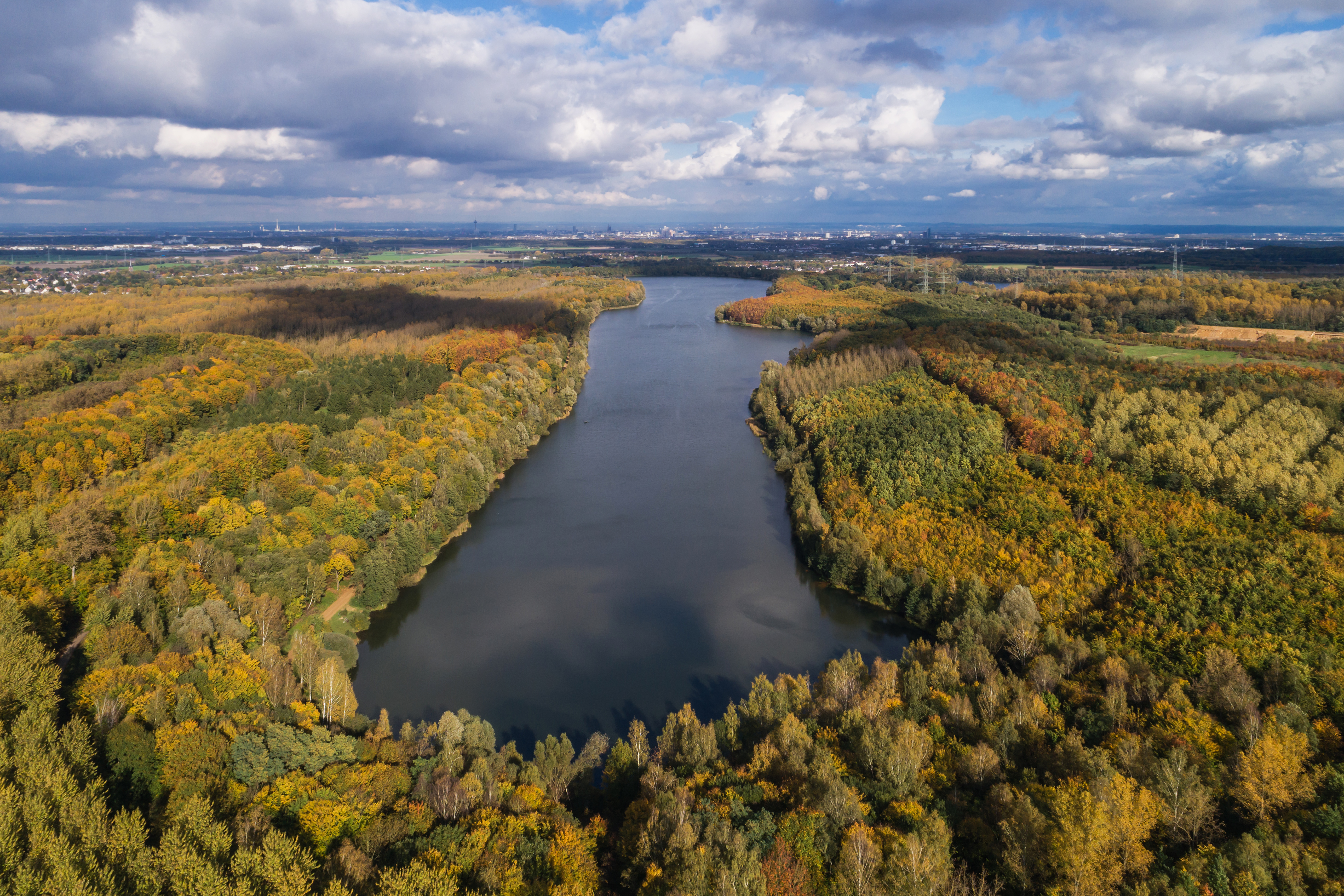

50°52′28.78″N 6°49′49.69″E / 50.8746611°N 6.8304694°E
奧托-邁格勒湖（德語：Otto-Maigler-See），是德國的湖泊，位於該國西部，由北萊茵-威斯特法倫州負責管轄，處於萊茵-埃爾夫特縣，長2.2公里、寬0.4公里，面積50.5平方公里，海拔高度89米，平均水深4米，最大水深7米，水體容量200萬立方米。